# Potamophylax pallidus
Potamophylax pallidus là một loài Trichoptera trong họ Limnephilidae. Chúng phân bố ở miền Cổ bắc.